# フェスターデイ
フェスターデイ (Festerday)は、フィンランド・ピエタルサーリ出身のデスメタルバンド。1989年結成。バンド名は、カーカスの同名楽曲（『腐乱屍臭』収録）より採られた。
1992年にカーディナル (Cardinal)にバンド名を変更したことを皮切りに、1995年までにピースフロッグ (Peacefrog)、ロー・エナジー (Raw Energy)、...アンド・オーシャンズ (...and Oceans)へと短期間でのバンド名変更を繰り返し、2005年にハヴォック・ユニット (Havoc Unit)へとバンド名をさらに変更、2013年に結成時のバンド名へと変更している。この活動の中で、音楽性も大きく変わっており、当初はデスメタルバンドとして結成されたが、...アンド・オーシャンズ前期ではシンフォニックブラックメタル/メロディックブラックメタルへと音楽性を変化させており、後期にはインダストリアルメタル、エレクトロニックメタルへと音楽性を変化させた。更にハヴォック・ユニットではエクスペリメンタルデスメタル要素が強くなった。当初のバンド名であるフェスターデイへバンド名を戻してからは、再びデスメタルへと音楽性を戻している。
なお、...アンド・オーシャンズは2017年末にフェスターデイとは別バンドとして再結成されている。本記事においては、系譜が続いている都合上、フェスターデイ側の記事に1995年から2005年の...アンド・オーシャンズ時代を含んだ記載を行うが、2017年以降の別バンドとしての詳細については、当該節に独立して詳細を記述する。

## 略歴
1989年にフィンランド・ピエタルサーリで結成。最初期のメンバーは、ケナ・ストロームショルム (Vo)、ティモ・コンティオ (G)、テーム・サーリ (G)、ヤリ・ホンカニエミ (B)、ミーッカ・ティモネン (Ds)の5名。ドラマーは、短期間でペンテレ (Ds)に交代している。更に1990年にはホンカニエミとペンテレが脱退し、ヤッケ・マキ (B)とテーム・キルポネン (Ds)が加入した。1991年に1stデモ『Demo I』と2ndデモ『Demo II』をリリース。更にコッコラ出身のデスメタルバンド・カーニフェックス (Carnifex)とのスプリット盤『Festerday / Carnifex』をリリース。1992年に3rdデモ『Demo III』をリリース。同年、バンド名をカーディナル (Cardinal)へと変更。更に同年中にピースフロッグ (Peacefrog)へとバンド名を再変更。翌1993年にバンド名をロー・エナジー (Raw Energy)へと再々変更。
1995年より、...アンド・オーシャンズ (...and Oceans)へとバンド名を再々々変更する。この時点のメンバーは、ケナ・ストロームショルム (Vo)、ティモ・コンティオ (G)、テーム・サーリ (G)、ミスター・オース (B)の4名である。同年に...アンド・オーシャンズとしては初となるデモ『Wave』をリリース。その後、アンツァール (Key)とヤニ・マルティッカラ (Ds)が加入。
フランスのインディペンデントレーベル・シーズン・オブ・ミストと契約。1998年1月1日に1stアルバム『The Dynamic Gallery of Thoughts』をリリースしデビューを飾る。また同年には2ndデモ『Mare Liberum』もリリースしている。更にノルウェー・トロンハイム出身のデスメタルバンド・ブラッドソーンとのスプリットアルバム『War series Vol. I』もリリース。1999年1月1日には早くも2ndアルバム『The Symmetry of I - The Circle of O』をリリース。同アルバムにはユー (Vo)が参加しているが、その後のアルバムに参加することなく脱退している。その後、ドイツの大手ヘヴィメタルレーベル・センチュリー・メディア・レコードへと移籍。2001年に3rdアルバム『A.M.G.O.D.』をリリース。この頃からインダストリアルメタル、エレクトロニックメタル色が強くなる。またベーシストがミカ・アールト (B)へと交代している。更にアルバムリリース後にサーリとマルティッカラが脱退。一時、ヤンネ・マンニネン (Ds)が加入したが短期間で脱退し、ペトリ・セイックラ (G)とサミ・ラトヴァ (Ds)が加入している。2002年に4thアルバム『Cypher』をリリース。
...アンド・オーシャンズでは、4枚のフルアルバムをリリースするなど着実に活動していたが、2005年にバンド名をハヴォック・ユニット (Havoc Unit)へと変更。この時点では、ストロームショルム (Vo)、コンティオ (G,B)、サミ・ラトヴァ (G,B,Ds)、ミカ・アールト (Key)の4名であった。2007年に、アンド・ゼン・ユー・ダイ (And Then You Die)とのスプリット盤『Havoc Unit / And Then You Die』、前身の...アンド・オーシャンズとのスプリット盤『Synæsthesia (The Requiem Reveries)』、『With Discipline upon Mankind / Yerushalayim Érez HaQodeš』をリリース。アメリカ合衆国のヴェンディラス・レコードから1stアルバム『h.IV+ (Hoarse Industrial Viremia)』をリリース。
2013年7月17日に、最初期のバンド名、フェスターデイ (Festerday)へとバンド名を変更。この時点のメンバーは、ストロームショルム (Vo)、コンティオ (G)、サーリ (G)、アンティ・ライサラ (B)、ペンテレ (Ds)の5名。内、ライサラは新規加入、サーリとペンテレは過去に在籍経験があり復帰となる。スウェーデンのスヴァート・レコードからコンピレーション・アルバム『...the Four Stages of Decomposition...』をリリース。本アルバムには、フェスターデイ時代のデモテープ音源に加えて、当時のライヴ音源とリハーサル音源が収録された。2017年にドラマーがヤニ・クオッパマー (Ds)に交代している。同年にコッコラ出身のグラインドコアバンド、トータル・ヴォミット・エクスペリエンス (Total Vomit Experience)とのスプリット盤『Total Vomit Experience / Festerday』をリリースした。
2019年1月、フェスターデイとしては初となるアルバム『Iihtallan』をシーズン・オブ・ミストのサブレーベルであるシーズン・オブ・ミスト・アンダーグラウンド・アクティヴィスツからリリースした。

## メンバー
2017年に別バンドとして再結成された...アンド・オーシャンズついては#...アンド・オーシャンズ (2017-)のみに記載する。

### 現メンバー
- ケナ・"ケニー"・ストロームショルム (Kena "Kenny" Strömsholm) - ボーカル

「K-2T4-S」、「キルスター (Killstar)」、「jos.f」名義でクレジットされる場合もある。
ティモ・コンティオと共に全期間在籍しているオリジナルメンバー。
- ティモ・コンティオ (Timo Kontio) - ギター

「T」、「ネプチューン (Neptune)」、「トリップスター (Tripster)」、「t.kunz」名義でクレジットされる場合もある。
ケナ・ストロームショルムと共に全期間在籍しているオリジナルメンバー。
ハヴォック・ユニット時代は、ベーシストを兼任した。
マゼンタ・ハーヴェストでも活動。
- テーム・サーリ (Teemu Saari) - ギター

「ドゥ・モンド (De Monde)」、「7even II」名義でクレジットされる場合もある。
オリジナルメンバーであるが2001年に脱退し、2013年のバンド名変更に際して復帰した。
- アンティ・ライサラ (Antti Räisälä) - ベース
- ヤニ・クオッパマー (Jani Kuoppamaa) - ドラムス

### 旧メンバー
- ユー (You) - ボーカル
- ペトリ・セイックラ (Petri Seikkula) - ギター

「サイフォン (Syphon)」名義でも活動。2019年より、フェスターデイとは別バンドとして再結成された...アンド・オーシャンズにベーシストとして加入した。
トゥルー・ブラック・ドーン、デスバウンド、サクリリージアス・インペイルメントでも活動。
- ヤリ・ホンカニエミ (Jari Honkaniemi) - ベース
- ヤッケ・マキ (Jakke Mäki) - ベース

1999年逝去。
- ミスター・オース (Mr.Oos) - ベース
- アンツァール (Anzhaar) - キーボード

「プラスマール (Plasmaar)」名義でクレジットされる場合もある。
ブラック・ドーンでも活動。
- ミカ・アールト (Mika Aalto) - キーボード

「Q」、「ガウント (Gaunt)」、「アトミカ (Atomica)」、「heinr.ich」名義でクレジットされる場合もある。
...アンド・オーシャンズ時代はベーシスト。ハヴォック・ユニットにバンド名を変更した際、キーボーディストに転向した。
ロッテン・サウンド、トゥルー・ブラック・ドーン、デスバウンドでも活動。
- ミーッカ・ティモネン (Miikka Timonen) - ドラムス
- ペンテレ (Pentele) - ドラムス

カダヴェリック・インキュベーター、グレイヴボーン、パレード・オヴ・ソウルズなどで活動。
- テーム・キルポネン (Teemu Kilponen) - ドラムス
- ヤニ・"マルテックス"・マルティッカラ (Jani "Martex" Martikkala) - ドラムス

「グリーフ (Grief)」、「カウルドロン (Cauldron)」名義も使用している。
トゥルー・ブラック・ドーン、スローズ・オヴ・ドーン、エノキアン・クレッセントでも活動。
- ヤンネ・マンニネン (Janne Manninen) - ドラムス

ペイン・コンフェッサー、マイグレイン、マゼンタ・ハーヴェスト、テラーホイール、トゥーム・オヴ・フィンランドでも活動。
- サミ・ラトヴァ (Sami Latva) - ドラムス、ベース、ギター

「sa.myel」、「STV」名義も使用している。
...アンド・オーシャンズ時代はドラムス専任。ハヴォック・ユニットにバンド名を変更した際、ベースとギターを兼任することになった。
ロッテン・サウンド、デスバウンド、コーダストでも活動。

## ディスコグラフィ
...アンド・オーシャンズ'名義のディスコグラフィは当該節を参照。

### フェスターデイ
アルバム
- 2019年 Iihtallan

コンピレーション
- 1991年 Festerday / Carnifex（スプリット盤）
- 2015年 ...the Four Stages of Decomposition...
- 2017年 Total Vomit Experience / Festerday（スプリット盤）
- 2017年 Demo II-III

デモテープ
- 1991年 Demo I
- 1991年 Demo II
- 1992年 Demo III

### ハヴォック・ユニット
アルバム
- 2008年 h.IV+ (Hoarse Industrial Viremia)

コンピレーション
- 2007年 Havoc Unit / And Then You Die（スプリット盤）
- 2007年 Synæsthesia (The Requiem Reveries)（スプリット盤）[注釈 8]
- 2007年 With Discipline upon Mankind / Yerushalayim Érez HaQodeš（スプリット盤）[注釈 8]

### ...アンド・オーシャンズ (1995-2005)
アルバム
- 1998年 The Dynamic Gallery of Thoughts
- 1999年 The Symmetry of I, the Circle of O
- 2001年 A.M.G.O.D.
- 2002年 Cypher

コンピレーション
- 1998年 War Vol. I（スプリット盤）
- 2000年 ...and Oceans
- 2001年 mOrphogenesis
- 2003年 The Dynamic Gallery of Thoughts / The Symmetry of I - The Circle of O
- 2007年 Synæsthesia (The Requiem Reveries)（スプリット盤）[注釈 8]
- 2007年 With Discipline upon Mankind / Yerushalayim Érez HaQodeš（スプリット盤）[注釈 8]

デモテープ
- 1995年 Wave
- 1998年 Mare Liberum

## ...アンド・オーシャンズ (2017-)
...アンド・オーシャンズ (...and Oceans)は、フィンランド・ピエタルサーリ出身のインダストリアルメタル/メロディックブラックメタルバンド。1995年にロー・エナジー (Raw Energy)がバンド名を変更して成立した。2005年にハヴォック・ユニット (Havoc Unit)にバンド名を変更したことで、バンドとしては消滅するが、ハヴォック・ユニットがバンド名を変更したフェスターデイ (Feasterday)が活動中の2017年12月下旬に別バンドとして再結成された。本節では、2017年以降の...アンド・オーシャンズ時代について詳細を記述する。

### 略歴
2017年12月下旬に、元々...アンド・オーシャンズがバンド名を変更したバンド、ハヴォック・ユニットの後身バンド・フェスターデイとは別バンドとして再結成された。再結成時に参加していたのは、ストロームショルム (Vo)、コンティオ (G)、サーリ (G)、マンニネン (Ds)の4人で、遅れてアールト (B)、アンティ・シモネン (Key)が参加した。ストロームショルム、コンティオ、サーリの3名がフェスターデイと...アンド・オーシャンズを兼任している状態であった。2018年9月、マンニネンに代わってグロリア・モルティ等で活動するカウコ・クーシサロ (Ds)が加入した。2019年6月には、アールトがロッテン・サウンドでの活動を理由に脱退し、過去にギタリストとして在籍していたペトリ・セイックラ (B)が新たにベーシストとして加入した。
2019年に、オリジナルメンバーのケナ・ストロームショルムが脱退した。脱退の理由についてバンド側は明らかにしておらず、所属レーベルのシーズン・オブ・ミストの発表では、個人的な理由とされている。後任には、フィントロールなどで活動するマティアス・リルモーンスが加入した。2020年に再結成後初のアルバム『Cosmic World Mother』をリリースした。同年、セイックラが個人的な理由により脱退し、新たにプル・ハンスキ (B)が加入した。

### メンバー
- マティアス・リルモーンス (Mathias "Vreth" Lillmåns) - ボーカル
- ティモ・コンティオ (Timo Kontio) - ギター
- テーム・サーリ (Teemu Saari) - ギター
- プル・ハンスキ (Pyry Hanski) - ベース

グロリア・モルティ、ビフォア・ザ・ドーン、オムニアム・ギャザラムなどでも活動。
- アンティ・シモネン (Antti Simonen) - キーボード

アルガザンスなどでも活動。
- カウコ・クーシサロ (Kauko Kuusisalo) - ドラムス

グロリア・モルティなどでも活動。

### 旧メンバー
- ケナ・"ケニー"・ストロームショルム (Kena "Kenny" Strömsholm) - ボーカル
- ミカ・アールト (Mika Aalto) - ベース
- ペトリ・セイックラ (Petri Seikkula) - ベース

2001年から2005年まではギタリストとして所属していた。2019年よりベーシストとして再加入した
- ヤンネ・マンニネン (Janne Manninen) - ドラムス

ペイン・コンフェッサー、マイグレイン、マゼンタ・ハーヴェスト、テラーホイール、トゥーム・オヴ・フィンランドでも活動。

### ディスコグラフィ
アルバム
- 2020年 Cosmic World Mother